# Proročanstvo
Proročanstvo je poruka koju je izrekao prorok za koju se smatra da mu je saopštena od Boga. Takve poruke obično obuhvataju inspiraciju, tumačenje ili otkrovenje božanske volje u vezi sa prorokovim društvenim svetom i događajima koji će se odviti. Sve poznate drevne kulture imale su proroke koji su isporučili proročanstva.

## Definicije
- Majmonid je sugerisao da je „proročanstvo, u istini i stvarnosti, emanacija koju šalje Božansko biće posredstvom aktivnog intelekta, u prvom redu čovekovoj racionalnoj sposobnosti, a zatim njegovoj maštovitoj sposobnosti“.[2]
- Majmonidovi stavovi su blisko povezani sa definicijom Al-Farabija, koji je razvio teoriju proročanstva u islamu.[3]
- Veliki deo aktivnosti starozavetnih proroka uključivao je uslovna upozorenja pre nego nepromenljive budućnosti.[4] Rezime standardne starozavetne proročke formule mogao bi da glasi: Pokajte se za greh X i okrenite se pravednosti, inače će nastupiti posledica Y.
- Sveti Pavle u definiciji prorokovanja ističe nazivanje, opominjanje i utehu.[5]
- Katolička enciklopedija definiše hrišćansko shvatanje proročanstva kao „shvaćeno u njegovom strogom smislu, ono znači predznanje budućih događaja, iako se ponekad može primeniti na prošle događaje o kojima nema sećanja, kao i na predstavljanje skrivenih stvari koje se ne mogu saznati putem prirodnog svetla razuma“.[6]
- Prema zapadnoj ezoteričarki Rozmeri Gili, vidovitost je korišćena kao dodatak „proricanju, proročanstvu i magiji“.[7]
- Sa skeptične tačke gledišta, postoji latinska maksima: „proročanstvo napisano posle činjenice“ (vaticinium ex eventu).[8] Jevrejska Tora se već bavi temom lažnog proroka (Ponovljeni zakoni 13  2–6, 18  20–22).[9]

## Primeri biblijskih proročanstava i njihovo ispunjenje
Proročanstvo iz Isaije 44:24,27,28; 45  1–4
| „ | Ovako kaže Jehova, Otkupitelj tvoj, onaj koji te oblikovao od utrobe majčine: “Ja, Jehova, činim sve, sam nebesa razapinjem, zemlju rasprostirem. Pomaže li mi tko u tome? Ja govorim bezdanu vodenom: ‘Presuši! Isušiću sve reke tvoje.’ Ja govorim o Kiru: ‘On je pastir moj i izvršiće sve što želim’, izvršit će ono što sam rekao o Jerusalimu: ‘Opet će se izgraditi’, i o hramu: ‘Položiće se temelji njegovi.’” Ja, Jehova, ovako kažem pomazaniku svojem Kiru, kojega sam uzeo za desnicu, da pokorim pred njim narode i oslabim kraljeve, da otvorim pred njim vrata dvokrilna, da vrata gradska ne budu zatvorena: “Ja ću ići pred tobom i poravnaću uzvisine. Razbiću vrata bakrena, slomiću zasune željezne. Daću ti blaga što u tami i na skrovitim mestima leže, da bi znao da sam ja Jehova, onaj koji te po imenu zove, Bog Izraelov. Radi sluge svojega Jakova, radi Izraela, izabranika svojega, pozvao sam te po imenu tvojemu. Časno sam ti ime dao, iako me nisi poznavao. | ” |

Ispunjenje:
Persijski kralj Kir još nije ni bio rođen kada je ovo proročanstvo bilo zapisano. Jevreji nisu bili odvedeni u vavilonsko izgnanstvo sve do razdoblja 617-607. p. n. e., a Jerusalim i njegov hram nisu bili uništeni sve do 607. p. n. e. Proročanstvo se do u pojedinosti ispunilo počevši od 539. p. n. e. Kir je skrenuo vode reke Eufrat u veštačko jezero, rečna vrata grada Vavilona bila su nesmotreno ostavljena otvorena u vreme slavlja u gradu, i Vavilon je pao u ruke Medijanaca i Persijanaca pod vođstvom Kira. Potom je Kir oslobodio jevrejske izgnanike i poslao ih nazad u Jeruzalem s uputstvom da tamo ponovo izgrade Jehovin hram.
Proročanstvo iz Jeremije 49:17,18
| „ | Edom će postati grozan prizor. Ko god prođe pored njega, gledaće zaprepašteno i zviždati u čudu zbog svih nevolja njegovih. Kad bude razoren, kao što su bili Sodoma i Gomora i susedni gradovi njihovi”, kaže Jehova, „niko od ljudi neće onde živeti, niko od sinova ljudskih neće se u njemu nastaniti.” | ” |

Ispunjenje:
Juda Makavej je u drugom veku pne. oterao Edomce iz Palestine, a 109. p. n. e. je Jovan Hirkanej, makabejski vođa, proširio kraljevstvo Jude na zapadne delove edomskih zemalja. U prvom veku pne. navala Rimljana izbrisala je poslednji trag edomske nezavisnosti... Nakon razorenja Jerusalima od strane Rimljana 70. godine ... naziv Idumeja (Edom) nestao je iz istorije. Zanimljivo je da se ispunjenje ovog proročanstva proteže do naših dana, te se ni na koji način ne može tvrditi da je ono zapisano nakon ispunjenja.
Proročanstvo iz Luke 19  41–44; 21:20,21
| „ | Kad se približio i video grad, zaplakao je nad njim i rekao: „O da si barem u ovaj dan spoznao što ti je potrebno da bi mir imao! Ali sada je to skriveno od očiju tvojih. Jer doći će ti dani kad će neprijatelji tvoji podignuti oko tebe ogradu od zašiljenih kolaca i okružiti te i pritisnuti sa svih strana. I sravniće sa zemljom tebe i decu tvoju u tebi. I neće ostaviti u tebi ni kamen na kamenu, jer nisi prepoznao da je Bog došao da ispita kakva su dela tvoja.” Kad vidite da Jerusalim opkoli vojska i utabori se oko njega, tada znajte da se približilo opustošenje njegovo! Tada neka oni koji budu u Judeji beže u gore! Oni koji budu u gradu neka ga napuste, a koji budu u selima neka ne ulaze u grad! | ” |

Ispunjenje
Jerusalim se bunio protiv Rima, pa je 66. godine rimska vojska pod Cestijem Galom napala grad. Međutim, kako izveštava jevrejski istoričar Josif Flavije, rimski zapovednik je „iznenada povukao svoje trupe, napustio nadu, iako nije došlo do obrata i bez ikakvog razloga se povukao iz grada”. To je omogućilo hrišćanima da pobegnu iz grada, pa su to i učinili, te su otišli u gore Pela, preko Jordana, prema onome što piše Euzebije Pamfilije u svojoj knjizi „Eklesijastička istorija”. Zatim je oko vremena Paše 70. godine general Titus opkolio grad, oko kog je za samo tri dana izgrađena kružna ograda dugačka više od 7 km, i posle pet meseci Jerusalim je pao. „Sam Jerusalim je sistematski uništen, a hram pretvoren u ruševine. Arheološke iskopine danas pokazuju koliko je bilo razorno uništenje jevrejskih zgrada po čitavoj zemlji.”

## Literatura
- Adamson, Peter (2014). „Prophecy”. Muhammad in History, Thought, and Culture: An Encyclopedia of the Prophet of God. Santa Barbara: ABC-CLIO. ISBN 978-1-61069-177-2.. (2 vols.), Edited by C. Fitzpatrick and A. Walker.
- Alcalay, Reuben (1996). The Complete Hebrew – English dictionary. New York: Hemed Books. ISBN 978-965-448-179-3.
- Jürgen Beyer. 2002. 'Prophezeiungen', Enzyklopädie des Märchens: Handwörterbuch zur historischen und vergleichenden Erzählforschung [N.B.: In English renders as "Encyclopedia of the fairy tale: Handy dictionary for historical and comparative tale research"]. Berlin & New York: Walter de Gruyter. In vol. 10, on col. 1419–1432.
- Stacey Campbell (2008). Ecstatic Prophecy. ISBN 978-0-8007-9449-1.. Grand Rapids, Mich.: Chosen Books/Baker Publishing Group.
- Marcus Tullius Cicero. De divinatione. 1997.. Trans. Arthur StanleyDarmstadt: Wissenschaflliche Buchgesellschaft.
- Leon Festinger; Henry W. Riecken; Stanley Schachter (1956). When Prophecy Fails: A Social and Psychological Study of a Modern Group that Predicted the Destruction of the World. University of Minnesota Press. ISBN 978-1-59147-727-3.
- Christopher Forbes (1997). Prophecy and Inspired Speech: in Early Christianity and Its Hellenistic Environment. ISBN 978-1-56563-269-1.. Peabody, Mass.: Hendrickson.
- Clifford S. Hill (1991). Prophecy, Past and Present: an Exploration of the Prophetic Ministry in the Bible and the Church today. ISBN 978-0-8028-0635-2.. Ann Arbor, Mich.: Vine.
- June Helm. . Prophecy and Power among the Dogrib Indians. University of Nebraska Press. 1994. Архивирано из оригинала 16. 09. 2011. г. Приступљено 14. 01. 2019..
- Randi, James (1993). The Mask of Nostradamus: Prophecies of the World's Famous Seer. Prometheus Books. ISBN 978-0-87975-830-1.
- H. H. Rowley. (1956). Prophecy and Religion in Ancient China and Israel. New York: Harper & Brothers.. vi, 154 p.
- Jim Thompson (2008). Prophecy Today: a Further Word from God?: Does God-Given Prophecy Continue in Today's Church, or Doesn't It?. Evangelical Press. ISBN 978-0-85234-673-0.
- Thomas George Tucker (1985). Etymological Dictionary of Latin. Ares Publishers. ISBN 978-0-89005-172-6.
- Ashe, Geoffrey (2001). Encyclopedia of Prophecy.. Santa Barbara, ABC-Clio.
- Aune, David E. (1983). „Ancient Israelite Prophecy and Prophecy in Early Judaism”. Prophecy in Early Christianity and the Ancient Mediterranean World. Grand Rapids, Michigan: Wm. B. Eerdmans. стр. 81—147. ISBN 978-0-8028-0635-2. OCLC 9555379.
- Dawson, Lorne L. (октобар 1999). „When Prophecy Fails and Faith Persists: A Theoretical Overview” (PDF). Nova Religio: The Journal of Alternative and Emergent Religions. Berkeley: University of California Press. 3 (1): 60—82. ISSN 1092-6690. LCCN 98656716. doi:10.1525/nr.1999.3.1.60 . Архивирано (PDF) из оригинала 2022-10-09. г. Приступљено 20. 9. 2021.
- Broad, William J. (2007). The Oracle: Ancient Delphi and the Science Behind Its Lost Secrets. New York: Penguin Press.
- Broad, William J. (2006). The Oracle: The Lost Secrets and Hidden Message of Ancient Delphi. New York: Penguin Press.
- Curnow, T. (1995). The Oracles of the Ancient World: A Comprehensive Guide. London: Duckworth. ISBN 0-7156-3194-2.–
- Evans-Pritchard, E. (1976). Witchcraft, Oracle, and Magic among the Azande. Oxford: Clarendon Press.
- Fontenrose, J. (1981). The Delphic Oracle: Its Responses and Operations, with a Catalogue of Responses. Berkeley: University of California Press.
- Kajava, Mika, ур. (2013). Studies in Ancient Oracles and Divination (Acta Instituti Romani Finlandiae 40). Rome: Institutum Romanum Finlandiae.
- Smith, Frederick M. (2006). The Self-Possessed: Deity and Spirit Possession in South Asian Literature. Columbia University Press. ISBN 0-231-13748-6.
- Stoneman, Richard (2011). The Ancient Oracles: Making the Gods Speak. Yale University Press.
- Garoi Ashram, (2004–2015). The Copper Oracle of Sri Achyuta: Answers as Instantaneous Inscription.
- Woodard, Roger D. (2023). Divination and prophecy in the ancient Greek world. Cambridge, United Kingdom. ISBN 9781009221610.
- Wilhelm, Joseph (1906). „Book 1: Part 1: Chapters I-IV (Divine Revelation)”. A Manual Of Catholic Theology. Benzinger Brothers.

## Spoljašnje veze
- Herbermann, Charles, ур. (1913). „Prophecy”. Catholic Encyclopedia. New York: Robert Appleton Company.
- „Razna proročanstva”. Архивирано из оригинала 14. 01. 2019. г. Приступљено 14. 01. 2019.
- Scientific American, "Grimmer's Prophecy", 4 September 1880, p. 149